# 김두섭
김두섭(金斗燮, 1930년 3월 13일~2024년 7월 10일)은 대한민국의 정치인이다. 제14대 국회의원을 지냈다.
출생지는 경기도 김포시, 본관은 김해(金海), 호는 팔전구기(八顚九起)이다. 1954년 정계를 입문하였으며 8번의 선거에서 낙선했으나 대한민국 제14대 국회의원 선거에서 당선되었다. 이후 다섯 차례 더 국회의원 선거에 출마하였으나, 당선되지는 못하였다.

## 학력
- 김포초등학교 졸업
- 김포중학교 졸업
- 경신고등학교 졸업
- 건국대학교 정치외교학과 졸업
- 서울신학대학교 대학원 수료

## 역대 선거 결과
|  | 11.10% |

|  | 11.46% |

|  | 6.42% |

|  | 4.09% |

|  | 9.28% |

|  | 18.70% |

|  | 20.82% |

|  | 39.57% |

|  | 35.14% |

|  | 32.40% |

|  | 8.44% |

|  | 1.13% |

|  | 3.83% |

|  | 0.83% |

## 가족 관계
- 배우자: 주계선(1945년 12월 3일~)
  - 딸: 김정용(1971년 12월 12일~)
  - 아들: 김보현(1973년 11월 28일~)

## 같이 보기
- 김포군·강화군 (1988년 선거구)
- 김포군의 국회의원
- 강화군의 국회의원